# Camioneta

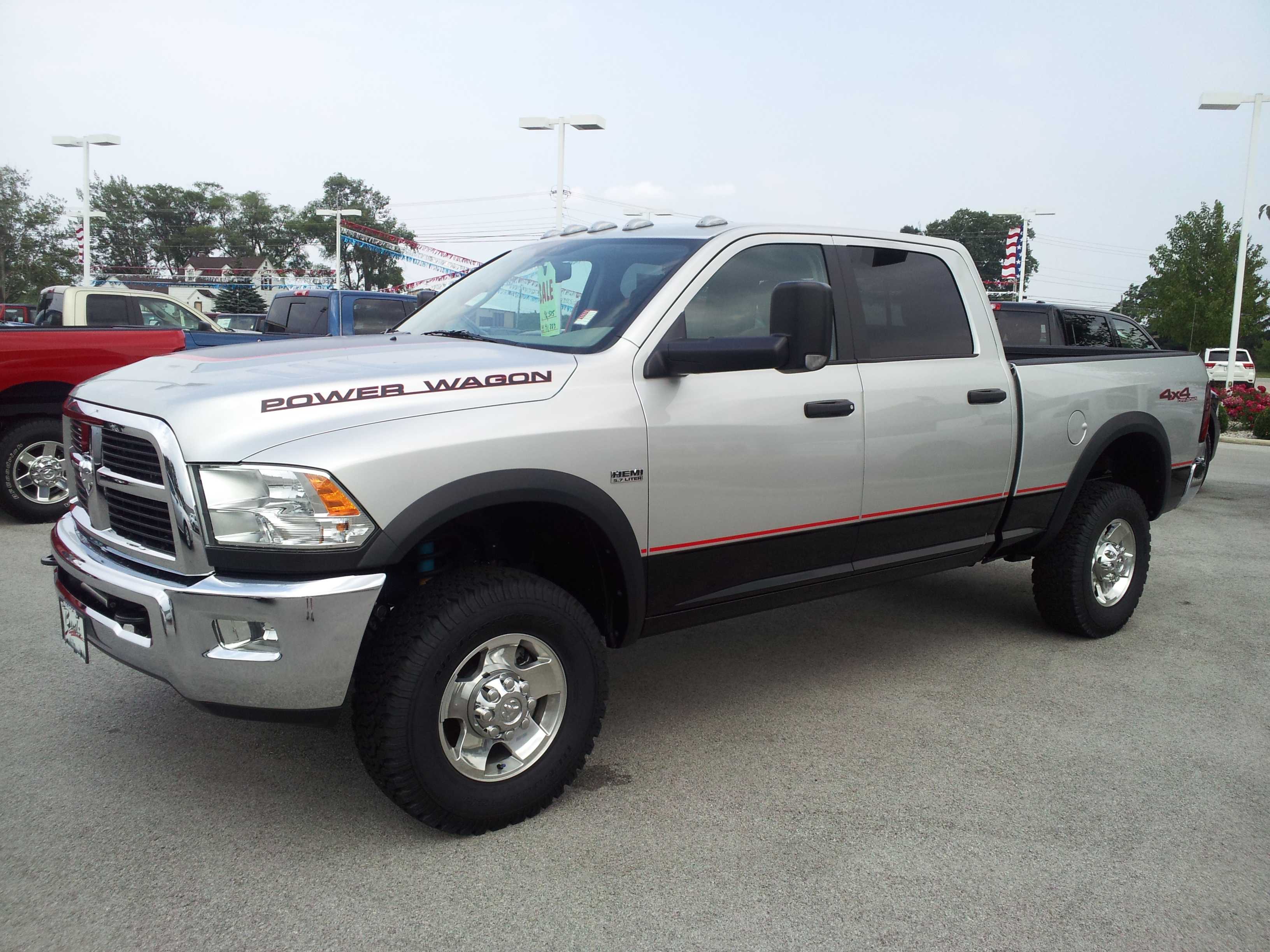
Dodge Power Wagon de 2011

Una camioneta es un vehículo menor que el camión, empleado generalmente para el transporte de elementos. Este término se aplica a veces hoy en día informalmente a distintos tipos de automóviles, en concreto SUVs, pickups, vehículos todoterreno, furgonetas, monovolúmenes y familiares. En algunos sistemas legales se hace una distinción entre automóviles y camionetas.
También se hace llamar camioneta en Venezuela a los minibuses, principalmente en Caracas, Maracay y Valencia.

## Pickups

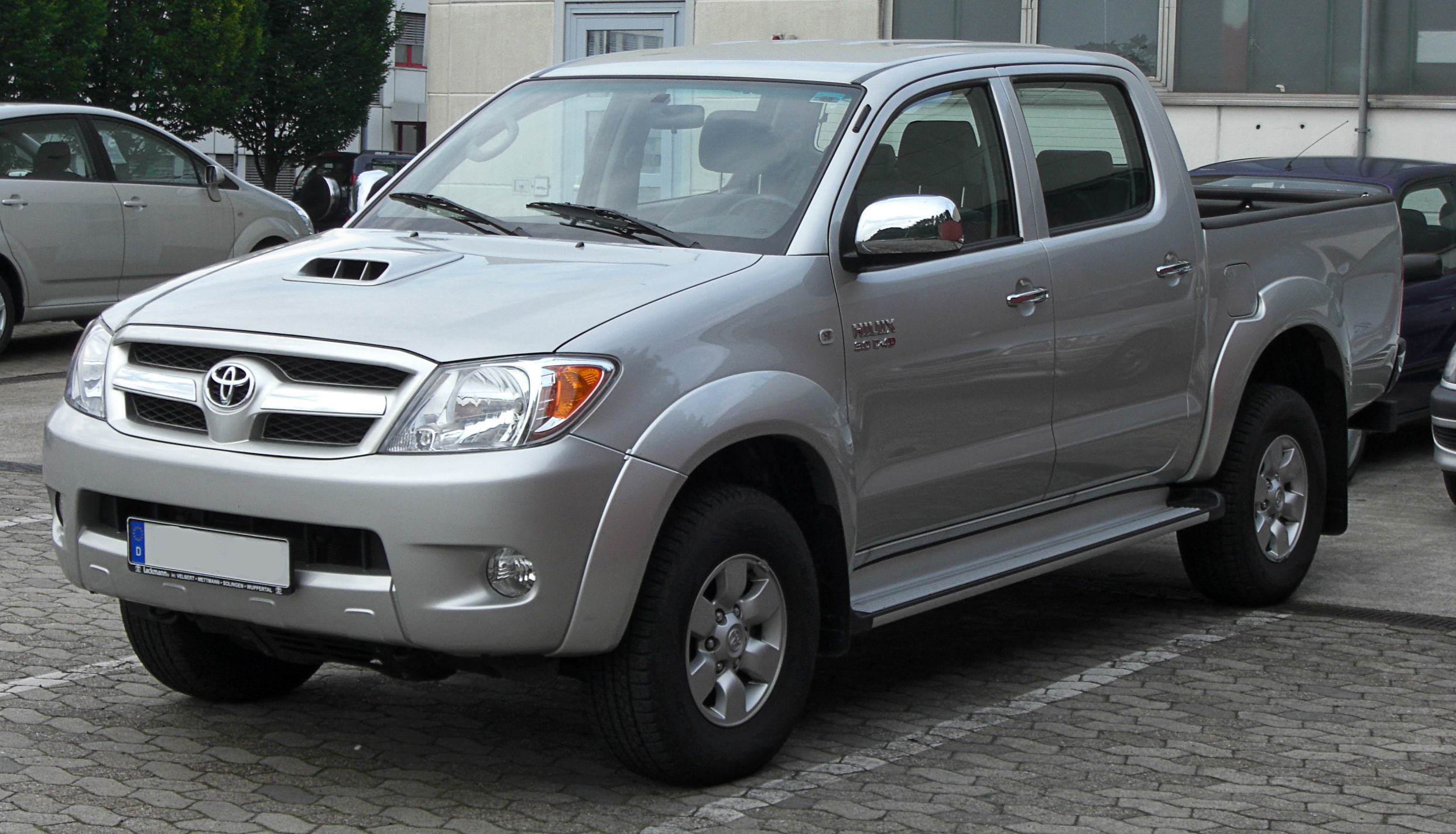
Toyota Hilux Double Cab 3.0 D-4D
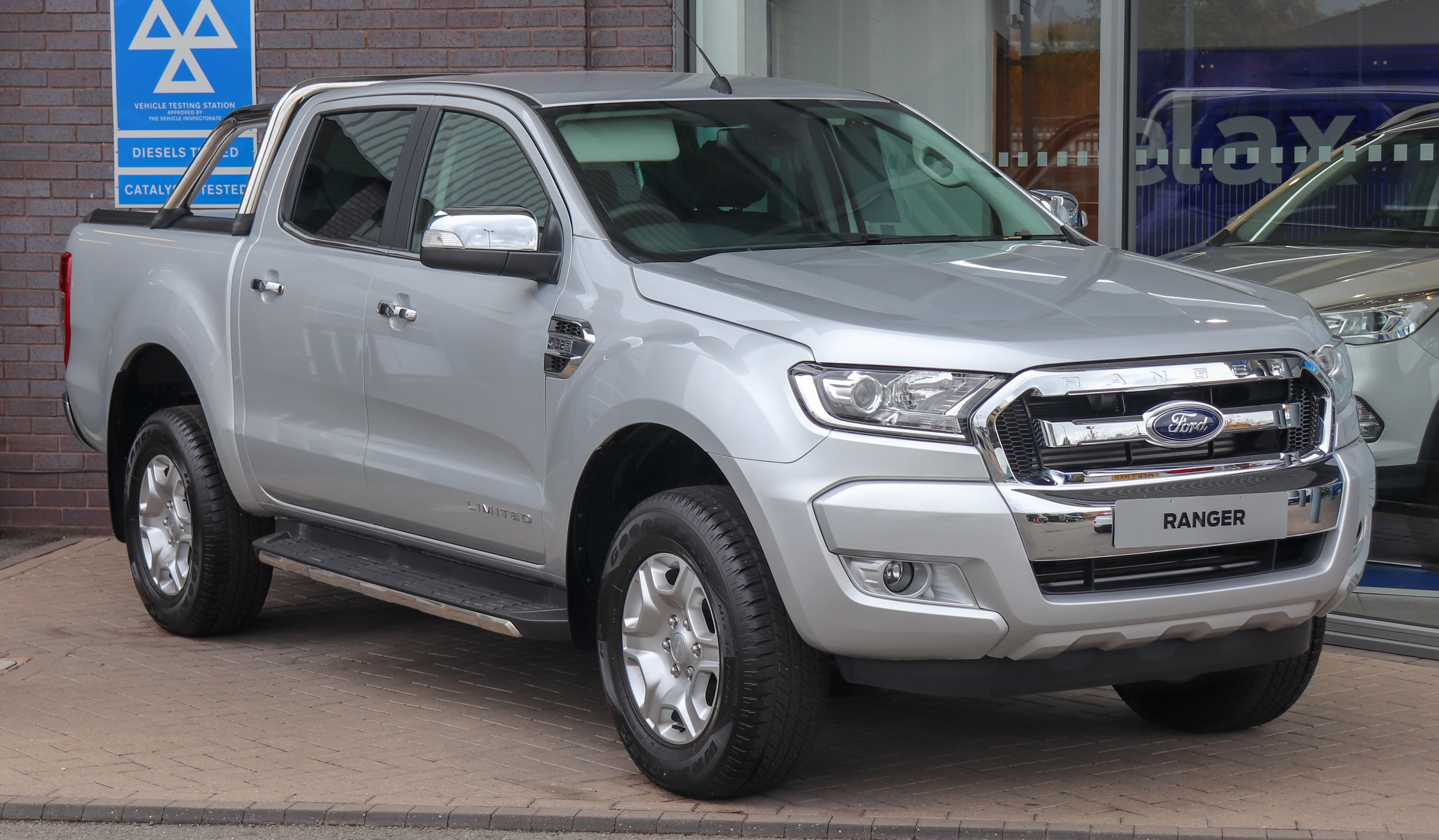
Ford Ranger Limited de 2017

## Furgonetas

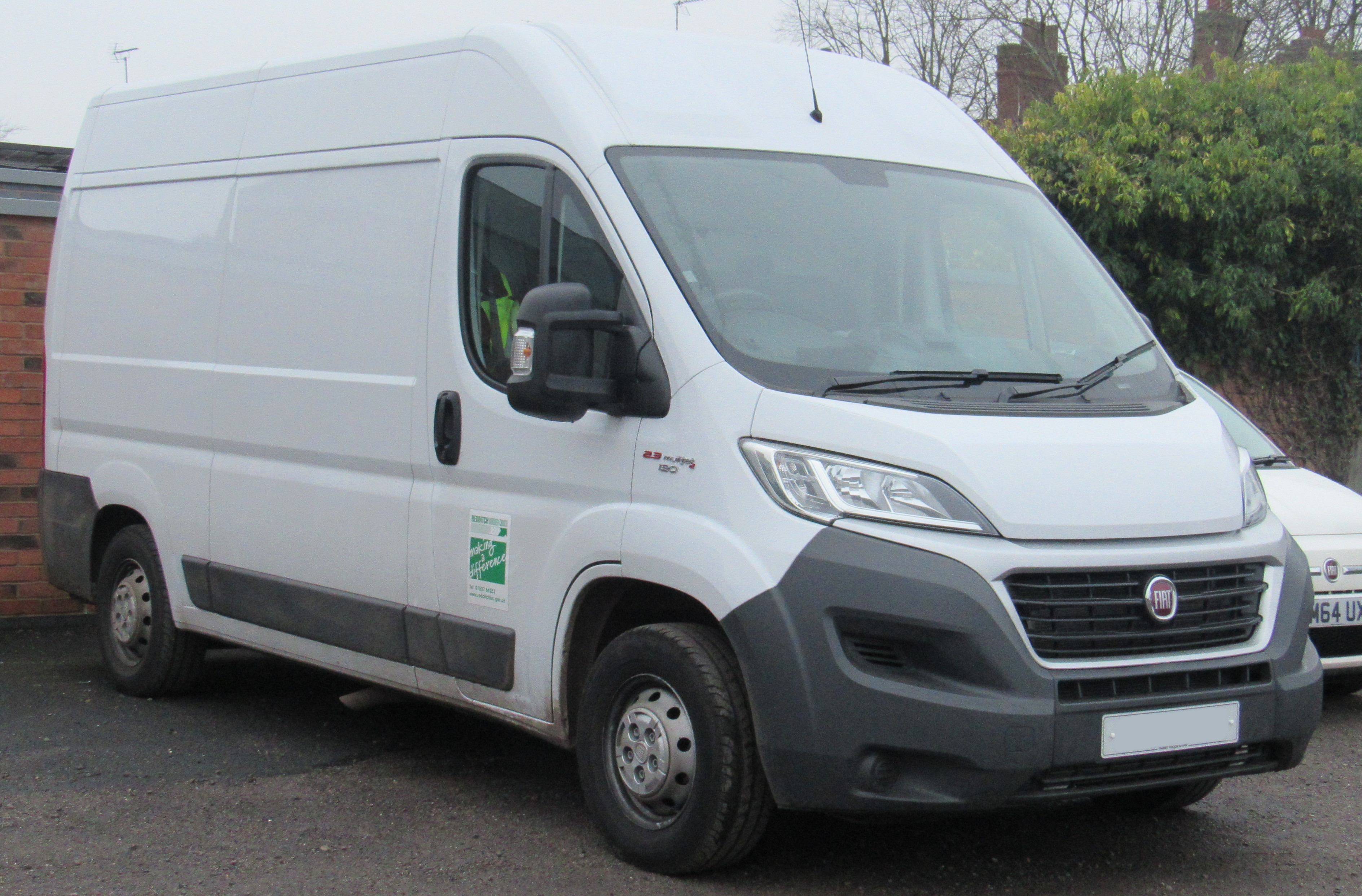
Fiat Ducato 35 Multijet II 2.3 de 2017
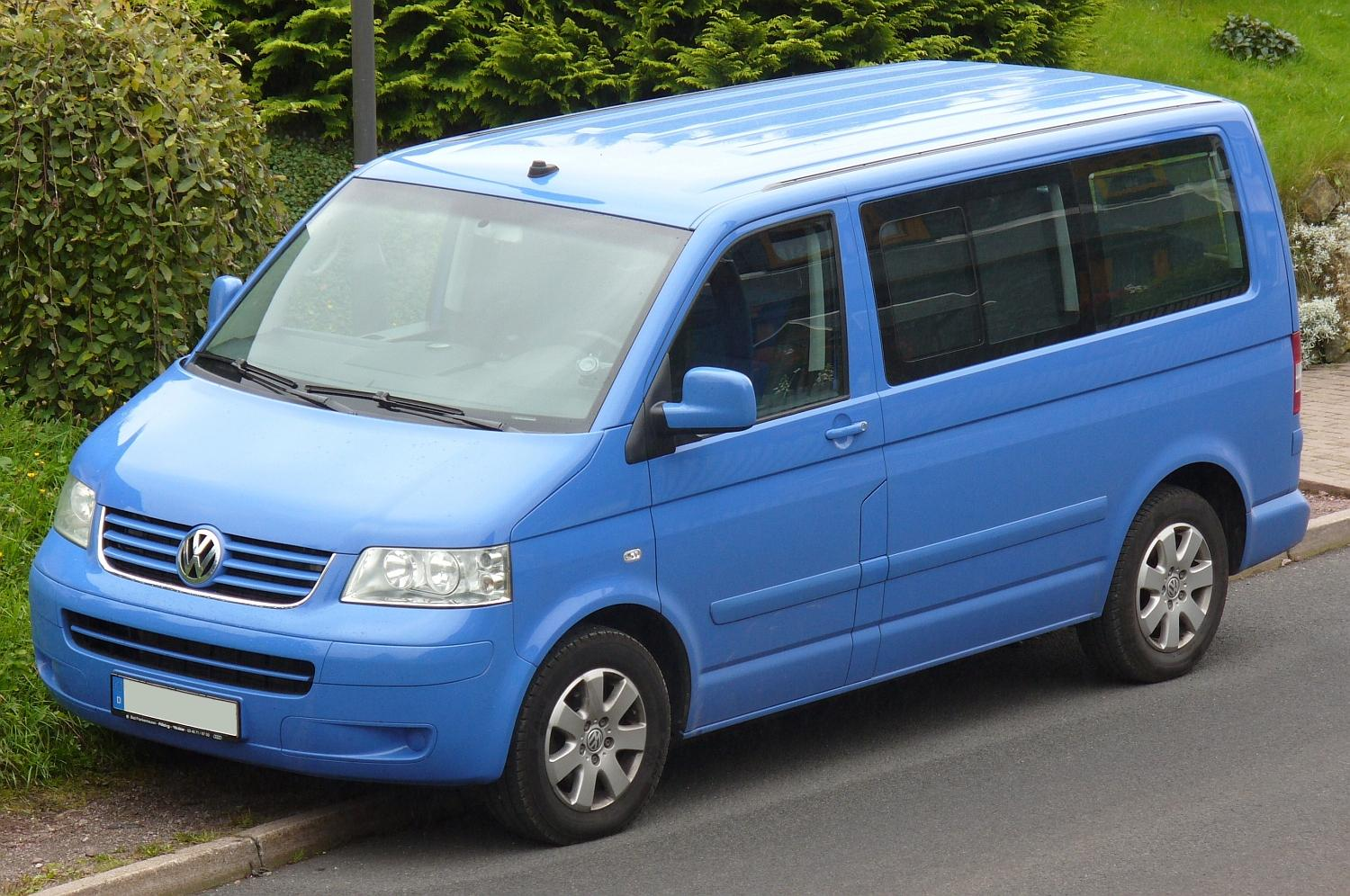
Volkswagen Transporter
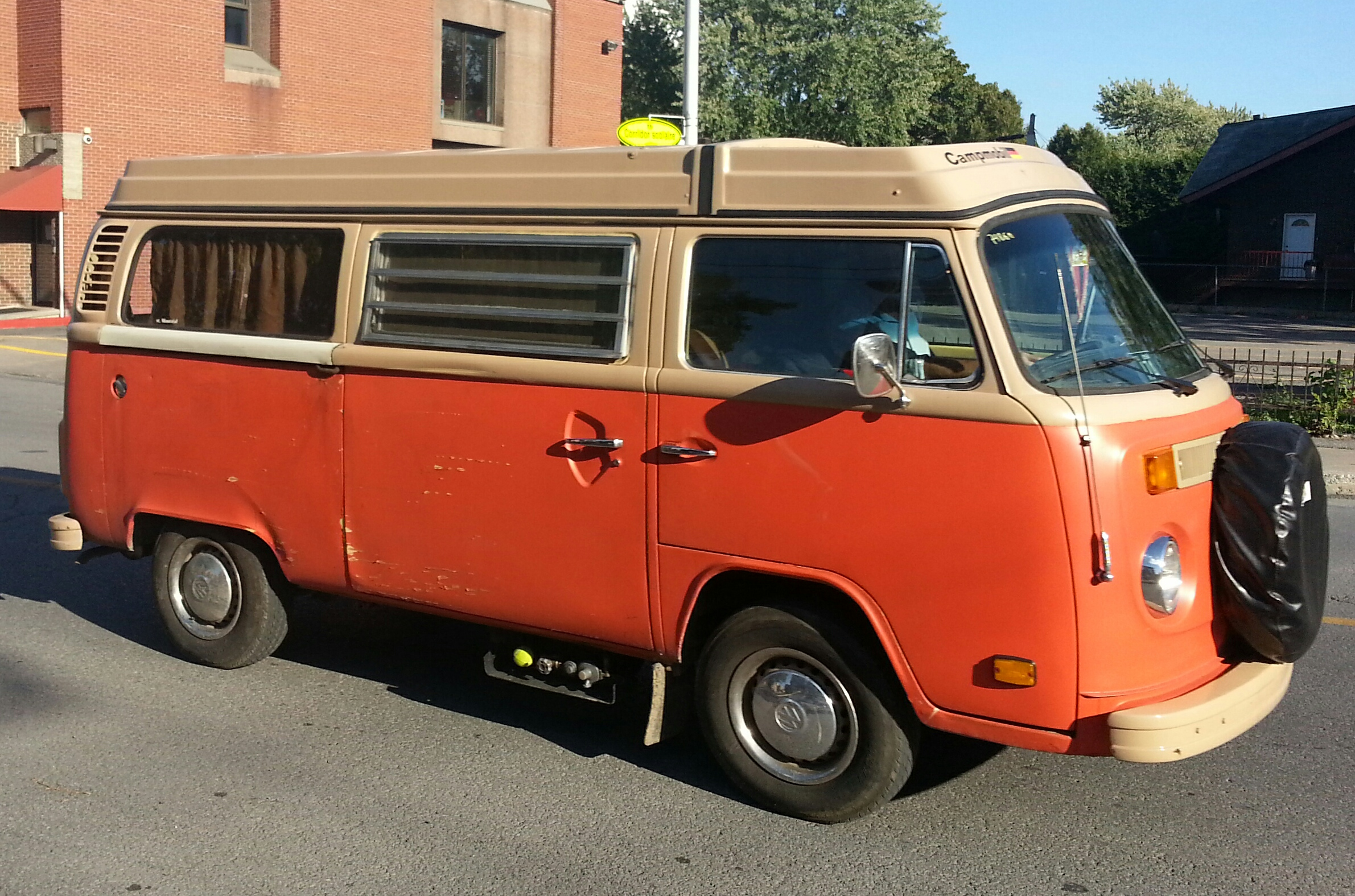
Volkswagen T2 Tipo B

## SUVs y todoterrenos

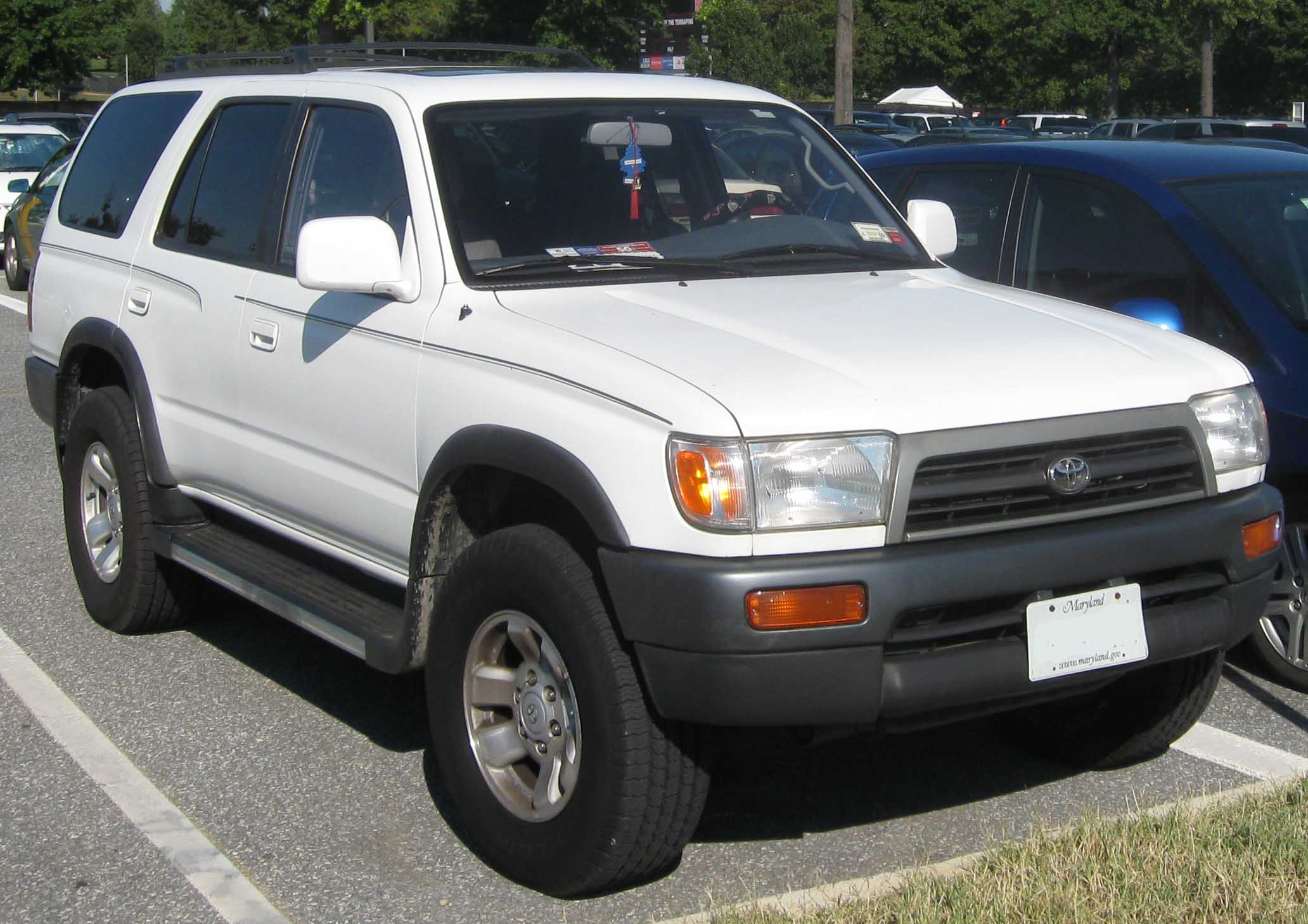
Toyota 4Runner de 1996-98
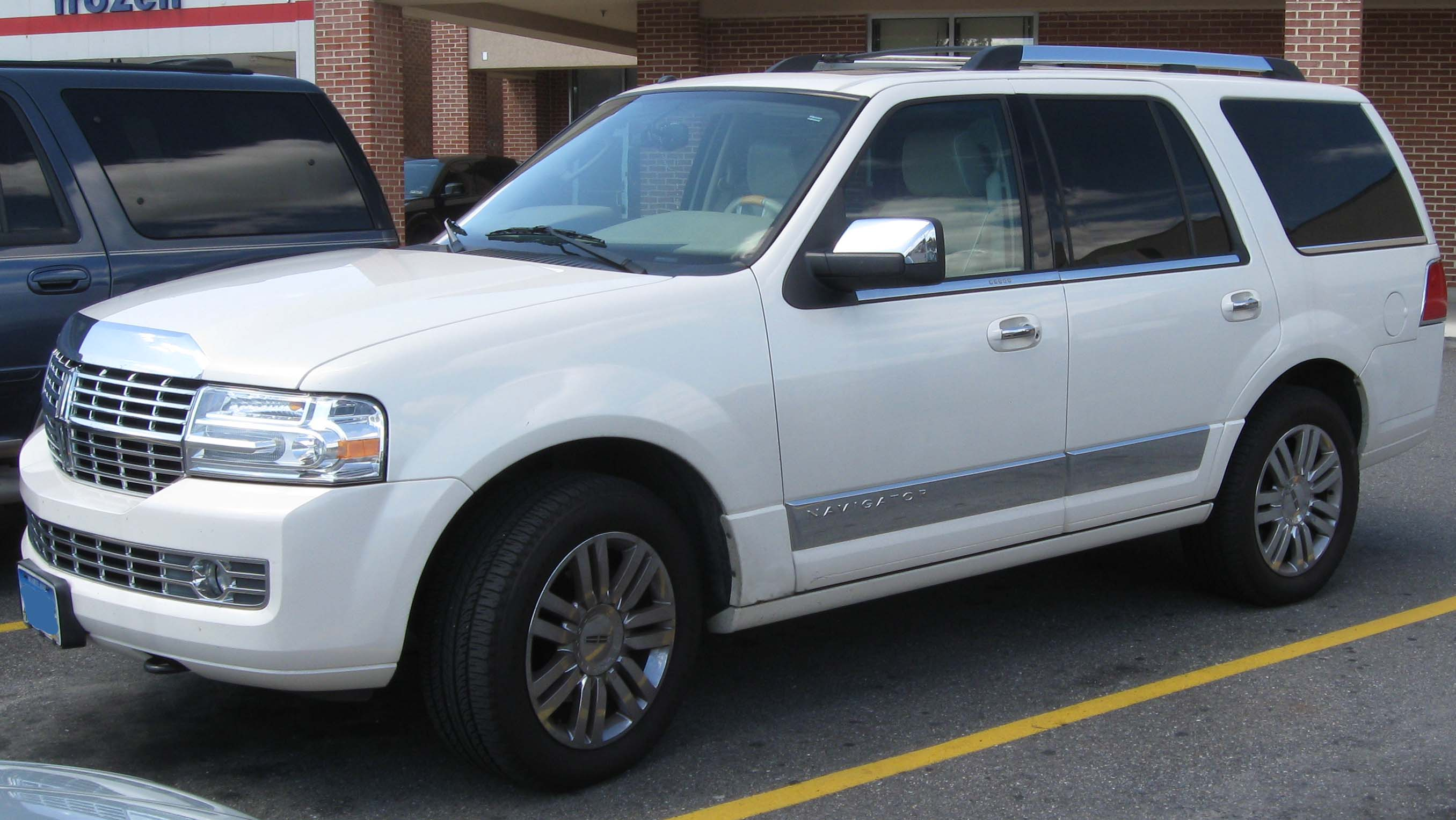
Lincoln Navigator 3.ª generación 2010
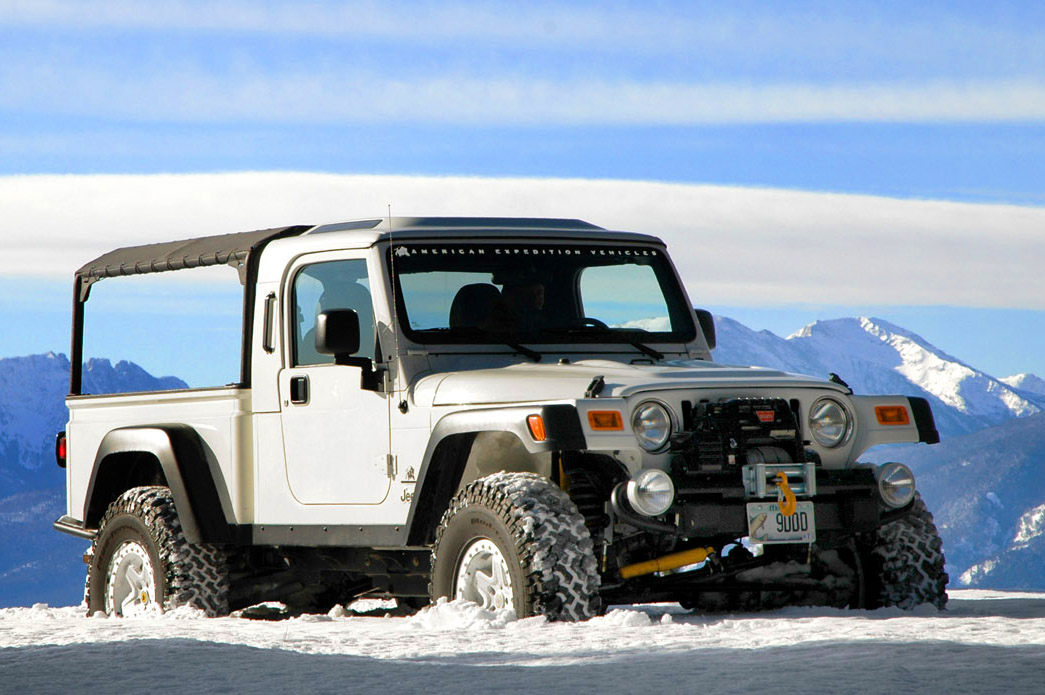
AEV Brute